# Šmarjeta pri Celju
Šmarjeta pri Celju – wieś w Słowenii, w gminie miejskiej Celje. W 2018 roku liczyła 204 mieszkańców. 